# Голань, Милош
Милош Голань (чеш. Miloš Holaň; 22 апреля 1971, Биловец, Чехословакия) — бывший чешский хоккеист, Защитник. Лучший хоккеист Чехословакии 1993 и бронзовый призёр чемпионата мира 1993. С 1993 по 1996 год играл в НХЛ. Завершил карьеру в 2000 году. Сейчас является главным тренером клуба чешской первой лиги «Поруба».

## Биография
Милош Голань является воспитанником «Витковице». Дебютировал в чемпионате Чехословакии в конце сезона 1988/89. Для игроки обороны отличался очень высокой результативностью. В 1992 году, играя за армейскую команду «Дукла Тренчин»  стал чемпионом Чехословакии. Спустя год уже в составе «Витковице» Голань набрал 68 очков (35 шайб + 33 передачи) в 53 матчах чехословацкой лиги. По итогам сезона он был признан лучшим защитником чемпионата, лучшим хоккеистом плей-офф и получил Золотую клюшку (приз лучшему хоккеисту года в Чехословакии). В составе сборной Чехии в том же году стал бронзовым призёром чемпионата мира. После такого удачного года Голань уехал в НХЛ. Играл за команды «Филадельфия Флайерз» и «Анахайм Майти Дакс». В начале сезона 1995/96 врачи диагностировали ему лейкемию. Голань долго лечился и спустя почти 3 года вернулся в хоккей, играл в Чехии за «Витковице» и «Оцеларжи». Последним его клубом стал немецкий «Фрайбург».
Сразу после завершения игровой карьеры Милош Голань стал тренером. Работал в командах «Витковице», «Лиллехаммер», «Зволен», «Спарта», «Млада Болеслав», «Беркут», «Фельдкирх», «Неман», «Дукла Тренчин», «Пардубице». 1 января 2019 года был назначен главным тренером клуба чешской первой лиги «Поруба».

## Достижения

### Командные
Чемпион Чехословакии 1992
 Серебряный призёр чемпионата Европы среди юниоров 1989
 Серебряный призёр чемпионата Чехословакии 1993
 Бронзовый призёр молодёжных чемпионатов мира 1990 и 1991
 Бронзовый призёр чемпионата Чехословакии 1991
 Бронзовый призёр чемпионата мира 1993

### Личные
- Обладатель Золотой клюшки лучшему хоккеисту Чехословакии 1993
- Лучший защитник чемпионата Чехословакии 1993
- Лучший хоккеист плей-офф чемпионата Чехословакии 1993

## Статистика
Чемпионат Чехословакии — 214 игр, 138 очков (62+76)
Чешская экстралига — 49 игр, 31 очко (11+20)
НХЛ — 49 игр, 16 очков (5+11)
АХЛ — 27 игр, 29 очков (7+22)
Немецкая бундеслига — 13 игр, 10 очков (4+6)
Сборная Чехии — 25 игр, 5 шайб
Сборная Чехословакии — 10 игр, 2 шайбы
Всего за карьеру — 387 игр, 96 шайб